# ريو أوإيشي
ريو أُوإيشي (باليابانية: 大石 玲) (13 يوليو 1977 في شيزوكا في اليابان – )؛ هو لاعب كرة قدم ياباني سابق كان يلعب كمدافع.

## وصلات خارجية
- ريو أوإيشي على موقع رابطة كرة القدم اليابانية للمحترفين (اليابانية)
- ريو أوإيشي على موقع عالم كرة القدم.نت (الإنجليزية)